# José Maria Cardoso
José Maria Barbosa Cardoso (20 de dezembro de 1960) político português. Foi deputado à Assembleia da República na XIV legislatura pelo Bloco de Esquerda. Possui uma licenciatura em Geografia.